# Katastrofa lotu NLM Cityhopper 431
Katastrofa lotu NLM Cityhopper 431 – katastrofa lotnicza, do której doszło 6 października 1981 roku na rzece niedaleko Moerdijk w Holandii. Przez awarię mechaniczną spowodowaną turbulencjami, maszyna przechyliła się i runęła na ziemię. Zginęli wzyscy obecni na pokładzie – łącznie 17 osób.

## Samolot
Samolotem, który się rozbił, był 2-letni Fokker F28-4000 należący do linii NLM Cityhopper. Posiadał numery rejestracyjne PH-CHI. Przed wypadkiem, wylatał 4485 godzin lotu.

## Przebieg wypadku

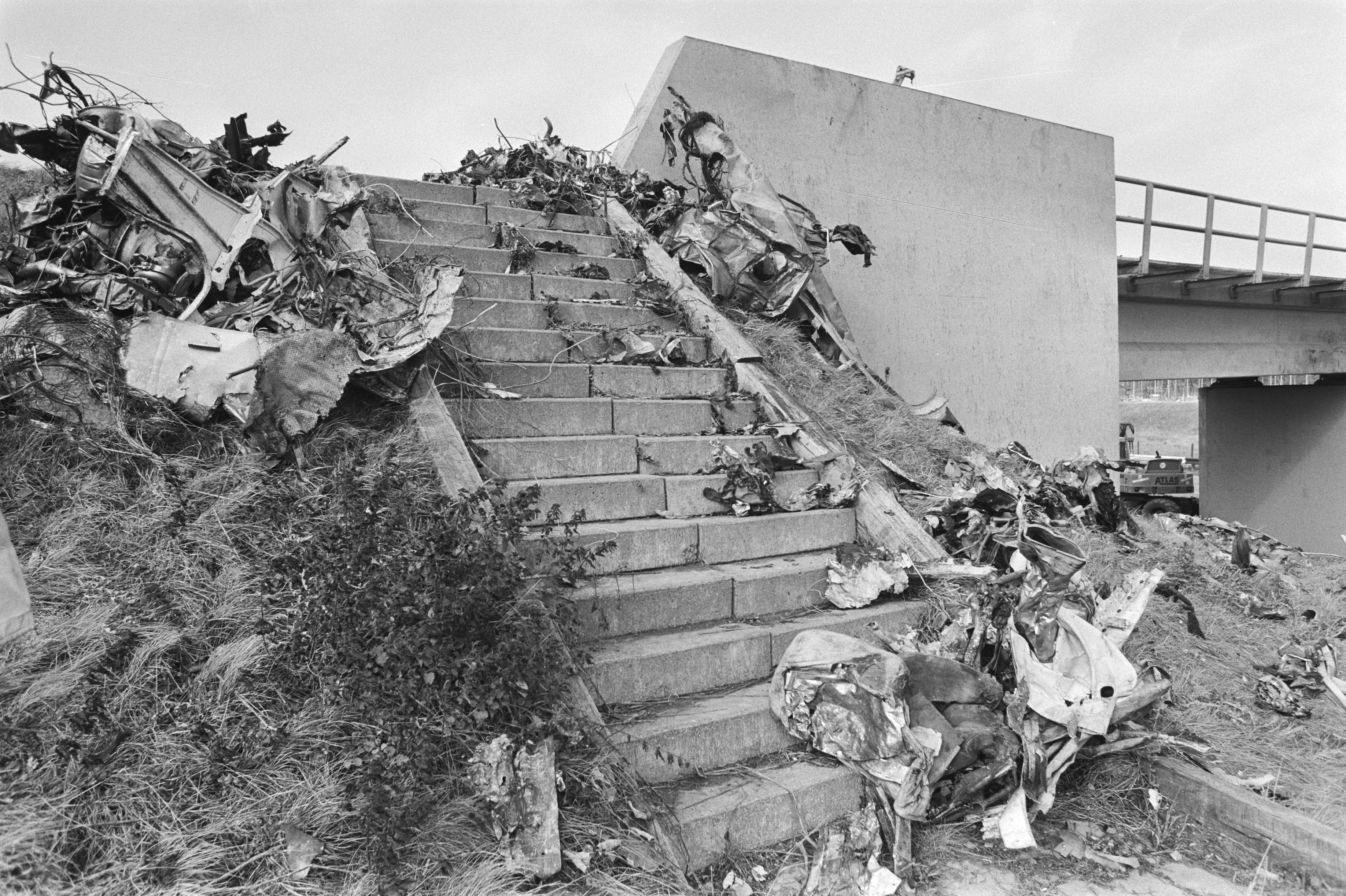
Szczątki maszyny, 8 października 1981

Maszyna wystartowała z Rotterdamu o 17:04 czasu lokalnego. O 17:09 załoga dostrzegła przed dziobem silne opady deszczu oraz zachmurzenie. Chociaż nikt o tym nie wiedział, samolot wleciał w tornado. Tego dnia spowodowało one duże zniszczenia w miejscowości Zeeland. Wtedy samolot zniknął z radarów lotniska w Rotterdamie. Świadkowie zeznali, że widzieli szczątki maszyny spadające z nieba, a potem kłęby dymu wydostające się z wraku. Samolot rozbił się 400 metrów od fabryki chemicznej firmy Shell, znajdującej się na obrzeżach miasta Moerdijk. Zginęli wszyscy obecni na pokładzie.

## Badanie przyczyn
Patrząc na nagranie z rejestratora parametrów lotu śledczy dostrzegli, że zapis wskazań wysokościomierza pokazywał, że samolot zaczął się gwałtownie wznosić, jednak tak naprawdę było to spowodowane spadkiem ciśnienia związanym z tornadem. Oficjalny raport wskazywał, że bezpośrednią przyczyną katastrofy było rozpadnięcie się samolotu spowodowane silnymi turbulencjami.